# Paisley Underground
Paisley Underground ist die Bezeichnung für eine spezielle Szene von Rockmusikern, die in Los Angeles in der Mitte der 1980er Jahre von Bedeutung war. Die Namensgebung wird meist dem Musiker Michael Quercio aus der Band The Three O’Clock zugeschrieben und datiert auf das Jahr 1982. Die Bezeichnung bezieht sich auf das bei Musikern dieser Szene beliebte Paisleymuster.
Die dem Paisley Underground zugerechneten Bands bedienten sich des Psychedelic Rock, Folk Rock und Garage Rock der 1960er Jahre als Haupteinfluss und waren ein Bestandteil einer Welle des Neo-Psychedelia bzw. des Neo-Garage in den 1980er Jahren. Musikalische Vorbilder waren Bands wie The Byrds, die Beach Boys zu Zeiten von Pet Sounds oder The Seeds. Beispielsweise ließen Dream Syndicate den Sound von Crazy Horse und Creedence Clearwater Revival mit einem Einschlag von The Velvet Underground wieder aufleben. Die Band The Bangles erinnerten an The Mamas and the Papas, Green on Red bauten auf The Doors auf und The Long Ryders erschienen als Nachfolger von Gram Parsons und Buffalo Springfield. True West erinnerten mit ihrer Mischung aus Television und Countryrock bisweilen an Quicksilver Messenger Service. Auch die aus Memphis stammende Band Big Star und die britische Band Soft Boys hatten einen Einfluss auf die Bands des Paisley Underground.
Andere Bands standen dem Kreis der Musiker des Paisley Underground nahe und wurden deshalb dem Paisley Underground zugerechnet, wie etwa The Last, Redd Kross, die sich vom Punk zum Power Pop bewegten, The Leaving Trains und The Pandoras, die eher einen geradlinigen Garagerock spielten.
Die Bands des Paisley Underground arbeiteten zusammen und unterstützten sich häufig gegenseitig. Mitglieder von Rain Parade, The Bangles, Dream Syndicate und The Three O’Clock brachten gemeinsam das Album Rainy Day heraus, das Coverversionen von Liedern von Velvet Underground, Buffalo Springfield, Bob Dylan, The Beach Boys, Big Star, Jimi Hendrix und The Who enthielt.
Als „Danny and Dusty“ brachten Steve Wynn von Dream Syndicate und Dan Stuart von Green on Red das Album The Lost Weekend (1985) heraus, wobei Musiker ihrer Bands und von The Long Ryders mitwirkten.
 Viele der Bands des Paisley Underground veröffentlichten mindestens ein Album auf einem Major Label, aber die mit Abstand erfolgreichste Band dieser Bewegung waren The Bangles, denen eine Weltkarriere gelang.
 Ein beliebter Treffpunkt der zum Paisley Underground gehörenden Leute war Penny Feathers auf dem La Cienaga Boulevard. Gegen Ende der 1980er verschwand der Paisley Underground aus der öffentlichen Wahrnehmung, heute nennen ihn Bands wie Mercury Rev und Grandaddy als Einfluss.
Im weiteren Sinne gehörte Paisley Underground zu einer Gattung, die nach den verwendeten leichten, klingenden Gitarrensounds „Jangle Pop“ genannt wird. Sie fand auch in anderen Teilen der Welt Gegenstücke, so im Dunedin Sound in Neuseeland, dessen Hauptvertreter wie The Chills oder Sneaky Feelings als den Bands des Paisley Underground vergleichbar gelten.